# Narkosesystem
Ein Narkosesystem ist eine technische Einrichtung, die im Rahmen von Narkosen (Allgemeinanästhesien) die geregelte Beatmung, sowie Zufuhr und Entsorgung von Atemluft, Sauerstoff und Inhalationsanästhestika („Narkosegasen“) ermöglicht.
Der Begriff des Narkosegerätes beschreibt einen Narkosearbeitsplatz als Ganzes. Das Narkosesystem ist ein Teil des Narkosegerätes.

## Systematik
Man unterscheidet
1. Nichtrückatemsysteme von
2. Rückatemsystemen.

Das Wesen der Unterscheidung liegt in der Frage, woher die Einatemluft stammt und wohin die verbrauchte Luft abgeatmet wird. In Rückatemsystemen wird die verbrauchte Luft wieder aufbereitet (Elimination von Kohlendioxid).
| System          | Inspiration | Exspiration |                                           |
| --------------- | ----------- | ----------- | ----------------------------------------- |
| offen           | Umgebung    | Umgebung    |                                           |
| halboffen       | System      | Umgebung    |                                           |
| halbgeschlossen | System      | System      | Abgabe eines Überschusses in die Umgebung |
| geschlossen     | System      | System      | keine Überschussabgabe in Umgebung        |

### Nichtrückatemsysteme

#### Offenes System
Das bekannteste offene System ist die Schimmelbuschmaske (Curt Schimmelbusch, deutscher Chirurg).
Es handelt sich um ein Drahtgestell, mit dem Mullkompressen so über Mund und Nase gespannt werden können, dass dampfförmige Inhalationsnarkotika verabreicht werden können. Der Äther wurde zu diesem Zweck auf den Mull getropft und verdampfte dort. Die Probleme bestanden darin, dass man die unhandliche Maske dichthalten und eine Vereisung (Verdunstung ist ein endothermer Vorgang) des Mulls verhindern musste.
Es ist historisch eines der ältesten Systeme und war in der Vergangenheit über lange Zeit das Standardinstrument für die Narkose. Aus heutiger Sicht sind aber unvollkommene Steuerbarkeit der Narkose durch unkontrollierbare Narkosegaskonzentrationen und die extreme Umwelt-(OP-Luft-)belastung durch das Narkosegas Hinderungsgründe für den weiteren Einsatz.

#### Halboffenes System

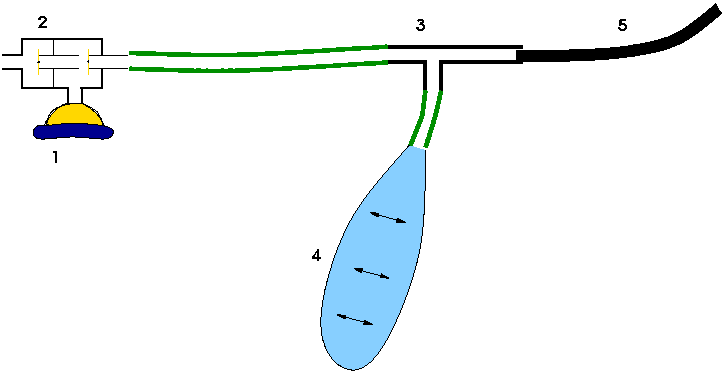
Halboffenes Narkosesystem

Das erste halboffene Narkosesystem wurde von dem Pionier der modernen Äthernarkose, William Thomas Green Morton, im Herbst 1846 erfunden. Auch der Erlangener Chirurg und Anästhesiepionier Johann Ferdinand Heyfelder verwendete ab 1847 ein halboffenes Narkosesystem. Beim halboffenen System (etwa Spülgassysteme nach Kuhn, Gordon Jackson Rees oder James Bain oder Ventilsysteme wie das Paedi-System) erfolgt die Einatmung aus einem Narkosesystem und die Ausatmung in die Umgebung.
Diese Systeme haben den Vorteil geringer Systemwiderstände. Nachteilig ist aber ein hoher Gasverbrauch (Sauerstoff, Narkosegas). Sie sind deshalb relativ unwirtschaftlich im Ressourcenverbrauch.
Die Abgabe der expirierten Atemluft in die Umgebung belastet die Luft im OP. Es gibt aber Möglichkeiten die Gase herauszufiltern oder ins Freie abzuleiten, so dass eine Arbeitsplatzbelastung durch Narkosegase weitgehend ausgeschlossen werden kann.

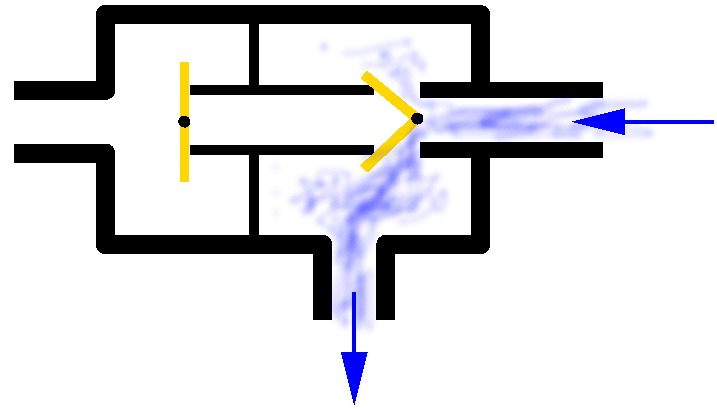
Inspirationszustand

In der Abbildung ist das Funktionsschema eines Ventiles der Baureihe Ambu in der Inspirationsphase dargestellt.
Die gelben Kautschukventile sorgen für den gerichteten Luftstrom. Sie sind in Ruheposition verschlossen.
In der oberen Abbildung ist das Inspirationsventil geöffnet (Inspirationszustand). So kann Frischluft von Narkosegerät (rechts anschließbar) zum Patienten (unten) gelangen. Das Exspirationsventil (links) ist verschlossen, somit ist Rückatmung zuvor ausgeatmeter Luft unmöglich.

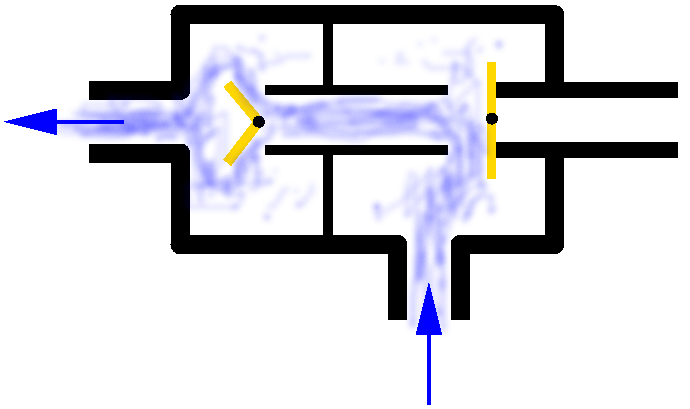
Exspirationszustand

In der Exspirationsphase ist das Einatemventil (rechts) verschlossen und das Exspirationsventil (links) geöffnet. Die ausgeatmete Luft entweicht in die Umgebung.
Das Ambu-Ventil gestattet es bei günstiger Kombination mit einem Narkosegerät, den Luftverbrauch auf das sogenannte Minutenvolumen zu beschränken. Es gibt andere halboffene Systeme, die mit Überschuss benutzt werden (z. B. Bain).
Mit einem Ambu-Ventil lassen sich sowohl Beatmung als auch Spontanatmung realisieren. Mit verschiedenen anderen halboffenen Systemen ist das nicht möglich.
Im Unterschied zu halbgeschlossenen kann bei halboffenen Systemen auf CO2-Absorber verzichtet werden. Die Ambu-Ventil-Varianten finden deshalb unabhängig von Narkosen bei Transportrespiratoren in Intensiv- und Rettungsmedizin Anwendung.

### Rückatemsysteme
Rückatemsysteme sind immer Kreissysteme. Der Patient erhält bei einem Narkosekreissystem, kurz Kreissystem, mittels des integrierten Kreisteils einen Teil seiner ausgeatmetem Luft zurück. Die ausgeatmete Luft muss dazu von CO2 befreit werden. Dazu dienen Kohlendioxid-Absorber (3), die hauptsächlich mit Calciumhydroxid gefüllt sind, das mit CO2 zu Carbonat und Wasser reagiert. Diese Reaktion ist exotherm. Diese Eigenschaften werden in modernen Kreissystemen zur Erwärmung und Anfeuchtung der Atemluft genutzt.
Kreissysteme sind im Ressourcenverbrauch wirtschaftlicher als halboffene Systeme. Für gewöhnlich werden weniger als drei Liter Frischgas je Minute verbraucht.

#### Halbgeschlossenes System

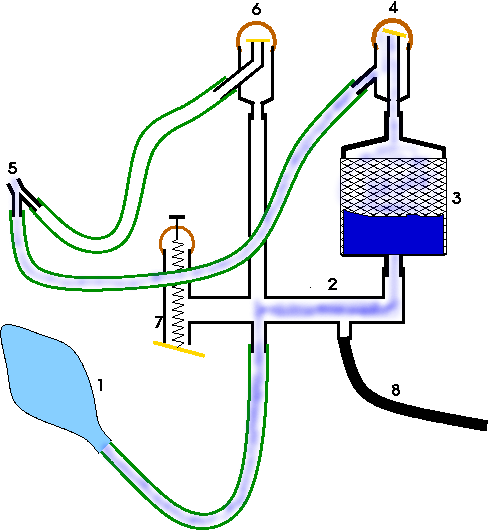
Funktionszustand in Inspiration – siehe Plättchen des Domventils (4)

Das halbgeschlossene System, wie es im Prinzip 1923 durch Ralph Milton Waters (* 1883) eingeführt wurde, wird heute am meisten genutzt. Es bildet den besten Kompromiss zwischen Ressourcenverbrauch, messtechnischen Aufwand und Anschaffungskosten. Die Abbildung eines Narkosegerätes mit halbgeschlossenem System befindet sich im Artikel Narkose.
In vorliegendem Funktionsschema ist der Patient am Y-Stück (5) des halbgeschlossenen Kreissystems angeschlossen. Für die Richtung des Luftstromes sorgen die Domventile (4 und 6) mit Keramikplättchen. Diese Plättchen verschließen die Ventile in Ruhe durch Schwerkraft. Bei Beatmung oder Spontanatmung kommt es zu Druckerhöhungen oder Druckerniedrigungen in System und Schlauch, die zum Öffnen der jeweiligen Ventile führen. Überdruck kann durch die Kompression des Beatmungsbeutels (1) oder passive Ausatmung des Patienten, Unterdruck durch einen Atemzug des Patienten erzeugt werden.
Über eine Leitung (8) wird dem System Frischluft zugeführt.
Bei Einatmung wird zuvor durch die exotherme Absorberreaktion erwärmte und angefeuchtete Luft über das geöffnete Inspirationsventil (4), den Silikonschlauch (grün) und das Y-Stück (5) dem Patienten zugeführt. Das Exspirationsventil (6) ist dabei druck- und schwerkraftbedingt geschlossen. Dieser Vorgang kann durch Eigenatmung oder Beatmung initiiert werden.

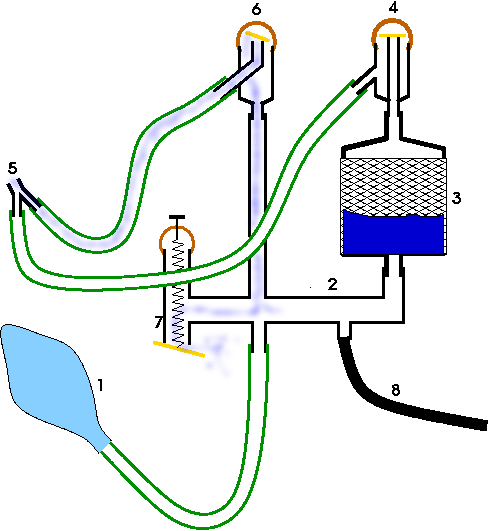
Funktionszustand in Exspiration – siehe Plättchen des Domventils (6)

Bei Exspiration gelangt die Ausatemluft über das Y-Stück, den Silikonschlauch und das Exspirationsventil (6) in den Narkosearm (2). Dort kann überschüssiges Gas über ein Überdruckventil (7) in die Umgebung abgegeben werden oder in der anderen Richtung einem erneuten Beatmungsvorgang zur Verfügung gestellt werden.
Das o. g. Ambu-Ventil und die Domventile sind keine Beweise für die Existenz eines halboffenen oder halbgeschlossenen Systems an sich. Mit dem Ausbau der Plättchen der Domventile und dem Einbau eines Ambu-Ventils anstelle des Y-Stückes kann man ein halbgeschlossenes System schaffen, da es sich hier auch um ein Rückatemsystem handeln würde. In der Praxis würde man aber somit unnötig hohe Systemwiderstände und eine gewisse Unsicherheit bezüglich der Luftstromrichtung in Kauf nehmen.

#### Geschlossenes System
Geschlossene Systeme sind im Wesen ihrer Bauart den halbgeschlossene System gleich, vermeiden aber die Abgabe eines Überschusses an die Umgebung. Mit ihnen sind neue Narkosestrategien möglich (Stichwort: quantitative Anästhesie).
Sie haben den geringsten Ressourcenverbrauch, weil im Äquilibrium (steady state) nur der verbrauchte Sauerstoff (etwa 3–6 ml/kg·min) erneuert werden muss. Sie müssen allerdings aufwändig abgedichtet werden. Außerdem ist zu ihrer exakten Funktion die ständige Überwachung der Systemparameter notwendig. Damit wird der technische Aufwand derart erhöht, dass die notwendigen Investitionen extrem hoch sind. Aus diesen Gründen haben sich geschlossene Systeme bisher nicht weit verbreitet.
Im Zusammenhang mit der zukünftigen Verwendung von Xenon zu Anästhesiezwecken ist aber mit einer größeren Verbreitung dieser Systeme zu rechnen.